# 韋塞萊 (舊科扎切市鎮)
46°19′0″N 30°6′24″E / 46.31667°N 30.10667°E
韋塞萊（烏克蘭語：Веселе）是位於烏克蘭西南部的村莊，由敖德薩州比爾霍羅德-德涅斯特羅夫斯基區的舊科扎切市鎮負責管轄。該村始建於1824年，面積0.27平方公里，2001年人口171，人口密度每平方公里633.33人。